# Всё ради Пита
«Всё ради Пита» (англ. For Pete’s Sake; США, 1974) — эксцентричная комедия Питера Йетса с Барброй Стрейзанд в главной роли.

## Сюжет
Генриетта и Пит — молодая семейная пара, которая живёт в Нью-Йорке. Она зарабатывает на жизнь, обзванивая по телефону старых домохозяек и впаривая им хозяйственную продукцию для ванны, он — простой водитель такси. У Пита есть богатый старший брат Фред, женатый на стервозной Хелен, которые постоянно напоминают ему о его поспешной женитьбе на Генриетте.
Однажды диспетчер в службе такси, Ник Касабиан, предлагает Питу сделку: вложить 3 тысячи долларов в покупку свиной брюшины, которую вскоре должны перепродать в Москве по огромной цене. Пит очень рад этому предложению, но только не знает, где достать данную сумму. После того как Фред и Хелен отказывают им в помощи, Генриетта решает помочь мужу и в тайне от него занимает деньги у мафии, которой должна их вернуть через неделю, но уже с большими процентами. Проходит неделя, а сделка в Москве по продаже свиной брюшины так и не заключена. Мафия требует деньги от Генриетты, но у той их, конечно же, нет, и она просит дать ей ещё пару дней. Проходят и эти дни, но денег у Роббинсов так и не появляется, и мафия решает их убить. После неудачного покушения на Пита, Генриетта всерьёз обеспокоилась и перепродала свой долг старушке миссис Черри, которая является владелицей фирмы по оказанию сексуальных услуг зрелым мужчинам. Страх перед смертью Генри уже отпал, но теперь Генриетта должна уже 5 тысяч долларов.

Генри в парике и шляпе прячется от полиции в метро

После ухода мужа на работу миссис Черри присылает Генриетте первого клиента, которому она нечаянно разбивает нос. После этого миссис Черри даёт Генриетте второй шанс, и теперь направляет к ней судью, которого к дому Генриетты привозит её собственный муж, Пит. Как только судья готовится потешиться с Генриеттой, в квартиру заходит Пит, и Генриетте ничего не остаётся, как спрятать судью в шкаф. Испуганный старик теряет там сознание, и Генриетта решает, что он мёртв. Она с трудом выпроваживает мужа на работу и рассказывает по телефону о случившемся миссис Черри, которая тут же присылает за ним фургон. Там судье делают искусственное дыхание, он приходит в себя, и его запихивает в такси Пит, который всё это время его ждал.
После такого миссис Черри решает не рисковать и перепродаёт долговые обязательства Генриетты двум загадочным мужчинам, которые также замешаны в преступных делах. Они согласны простить Генриетте долг, если она выполнит ряд их поручений, первым из которых является доставка посылки. Но она вновь оплошала и нашла себе неприятность в виде побега от полиции. После путешествий по нью-йоркской подземке, Генриетта вновь возвращается в контору преступников с этой посылкой. Увидев её с этим сюрпризом, они бросаются вон, потому что в посылке лежит бомба. В итоге, желая от неё избавиться, Генриетта случайно взрывает контору бандитов.
Вслед за этим долговые обязательства Генриетты опять переходят к другому владельцу, у которого на работе она должна перевезти из пригорода в Нью-Йорк мини-автобус, битком набитый коровами. На пути к цели Генриетта попадает в автокатастрофу, и коровы разбегаются. Стараясь их вернуть, Генриетта попадает в руки полиции и оказывается в тюрьме. В то же время Пит узнаёт, что сделка со свиной брюшиной в Москве, наконец, состоялась и он разбогател. Но столь радостную новость омрачает известие о том, что Генриетта в тюрьме, и всё это время она много чего от него скрывала. Решив вновь подогреть ситуацию, тут же появляются Фред и Хелен, которые опять критикуют Генриетту перед Фредом. Но он настолько сильно любит свою жену и понимает, на что она ради него пошла, что для него всё это становится неважным.

## В ролях
- Барбра Стрейзанд — Генриетта «Генри» Роббинс
- Майкл Саразин — Пит Роббинс
- Эстель Парсонс — Хелен Роббинс
- Уильям Редфилд — Фред Роббинс
- Молли Пикон — Миссис Черри
- Луис Зорик — Ник Касабиан, диспетчер
- Хейвуд Хейл Браун — Судья Хиллер
- Вивиан Боннел — Лоретта

## О фильме
- Главную музыкальную тему фильма «For Pete’s Sake» («Don’t Let Him Down») исполнила Барбра Стрейзанд.
- Тэглайн фильма — «Zany Barbra!» (рус. Барбра, любительница валять дурака!).
- Первоначально фильм получил название «Июльская свиная брюшнина».
- Журналы «New York Times» и «Time Out London» довольно холодно отозвались о фильме, назвав его неудавшимся фарсом и плохой комедией.[1][2]
- На съёмках картины Стрейзанд познакомилась с парикмахером-стилистом Джоном Питерсом, с которым у неё позже был долгий роман.
- Фильм стал популярен в Индии, где в 1977 году был снят его ремейк под названием «Ради тебя» (хинди Aap Ki Khatir).